# トーマス・マッジ

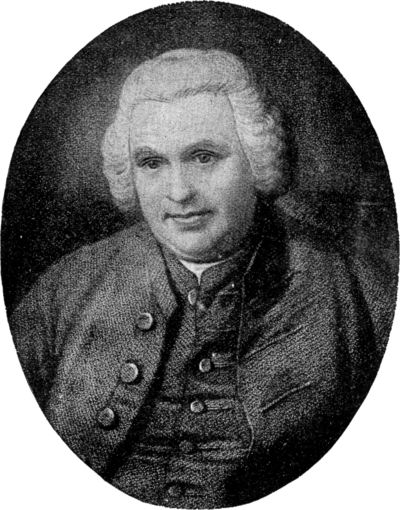
トーマス・マッジ

トーマス・マッジ（Thomas Mudge 、1715年 - 1794年）はイギリスの時計師である。
ジョージ・グラハムに師事し、各種の発明をした。特に重要とされるのはレバー脱進機の発明で、電気的な時計が実用化されるまで標準的な脱進機であり続け、現在での機械式時計の脱進機はほとんどがレバー式を採用している。ジョン・ハリソンのクロノメーターH4を見た上で自分が製造したレバー脱進機の時計を「H4と充分競合できる」と評し、実際これは的確な評価であったが、しかしなぜか経度法で莫大な懸賞金がかけられていたクロノメーターには使用せず、その後はジョン・ハリソンの足跡に追従し、従来方式のクロノメーターを改良する方法に没頭した。このためレバー式脱進機は1830年頃まで一般化されなかった。

## 略歴
- 1725年 - ジョージ・グラハムとともに天真軸受けに宝石を使い始めた[7]。
- 1750年 - 分離レバー式脱進機を発明した[8][9]。
- 1754年 - レバー式脱進機を発明した[10]。
- 1759年 - レバー式脱進機を装備した時計を製作した[11][6]。
- 1765年 - 自由レバー式脱進機を発明した[11]。
- 1770年 - ジョージ3世が懐中時計を購入しシャーロット・オブ・メクレンバーグ＝ストレリッツに贈った。レバー脱進機を採用した最初期の例として知られ、現在でもウィンザー城に存在する。
- 1774年 - ゼンマイの巻き残量を表示するリザーブ表示機能発明[12]。グリニッジ天文台から500ポンドの報奨金を支給された[12]。
- 1776年 - ジョージ3世の宮中時計師に任命された[12]。